# Margie Goldstein-Engle
Margie Goldstein-Engle, geborene Margie Goldstein (* 31. März 1958 in Wellington, Florida) ist eine US-amerikanische Springreiterin.
Im April 2012 befand sie sich auf Rang 54 der Springreiter-Weltrangliste.
Mit über 4.000.000 US-$ Gewinngeld in ihrer Springkarriere brach sie den bisherigen Rekord.

## Privates
1995 heiratete sie den Tierarzt Steve Engle.

## Werdegang
Bei den Panamerikanischen Spielen 1999 in Winnipeg gewann sie mit der US-Mannschaft die Silbermedaille.
2000 ritt sie bei den Olympischen Spielen in Sydney.
Bei den Panamerikanischen Spielen 2003 in Santo Domingo gewann sie im Einzel Bronze und mit dem US-Team die Goldmedaille.
2006 gewann sie bei den Weltreiterspielen in Aachen Team-Silber.

## Verletzungen
1991 brach sie sich bei einem Reitunfall, bei dem sie im Steigbügel hängen blieb, die Knochen ihres linken Fußes. Obwohl der Arzt ihr prophezeite, dass sie nie wieder normal würde laufen können, saß sie die darauf folgende Woche bereits wieder im Sattel. Zehn Wochen nach dem Unfall ritt sie ihr erstes Turnier.
1992 stürzte ihr Pferd während eines Turniers auf sie, woraufhin sie sich vier Rippen brach.
1998 brach sie sich während eines Sprungs die Nase. Obwohl auch ihre Sicht stark eingeschränkt war – sie konnte nur noch mit einem Auge sehen – startete sie am nächsten Tag.
Zudem brach sie sich ihre linke Schulter, ihren Arm, ihr Handgelenk, zwei Finger, sowie zweimal ihr Schlüsselbein.

## Auszeichnungen
- 10 × Rider of the Year (1989, 1991, 1994, 1995, 1996, 1999/2000, 2000/2001, 2003, 2005, 2006)
- Equestrian of the Year (1991)

## Sonstiges
- 1987 brach sie mit einem Sprung von 2,36 m den bisherigen Weltrekord.

„You have to figure the horse either has a lot of trust, or a lot of heart, because once the wall gets over six and a half feet, it looks more like the side of a building.“

- Mona Pastroff Goldstein schrieb die Biografie „No Hurdle Too High. The Story of Show Jumper Margie Goldstein Engle“.

## Pferde (Auszug)
aktuelle:
- Indigo (* 2000), Schimmelhengst, Vater: Indoctro

ehemalige Turnierpferde:
- Quervo Gold (* 1993), BWP-Fuchswallach, Vater: Jus de Pomme, Muttervater: Codexco
- Alvaretto